# Jordanella floridae
Genre
Espèce
Jordanella floridae est une espèce de poissons de la famille des Cyprinodontidae. C'est la seule espèce de son genre Jordanella (monotypique). Son nom de genre commémore l'ichtyologiste américain David Starr Jordan (1851-1931). Elle est originaire de Floride, elle fréquente les étangs et les lacs ainsi que les cours d'eau à faible débit. C'est un hôte fréquent des aquariums en Amérique du Nord. 

## Taille
Jordanella floridae mesure environ 6 cm de long.

## Utilisations

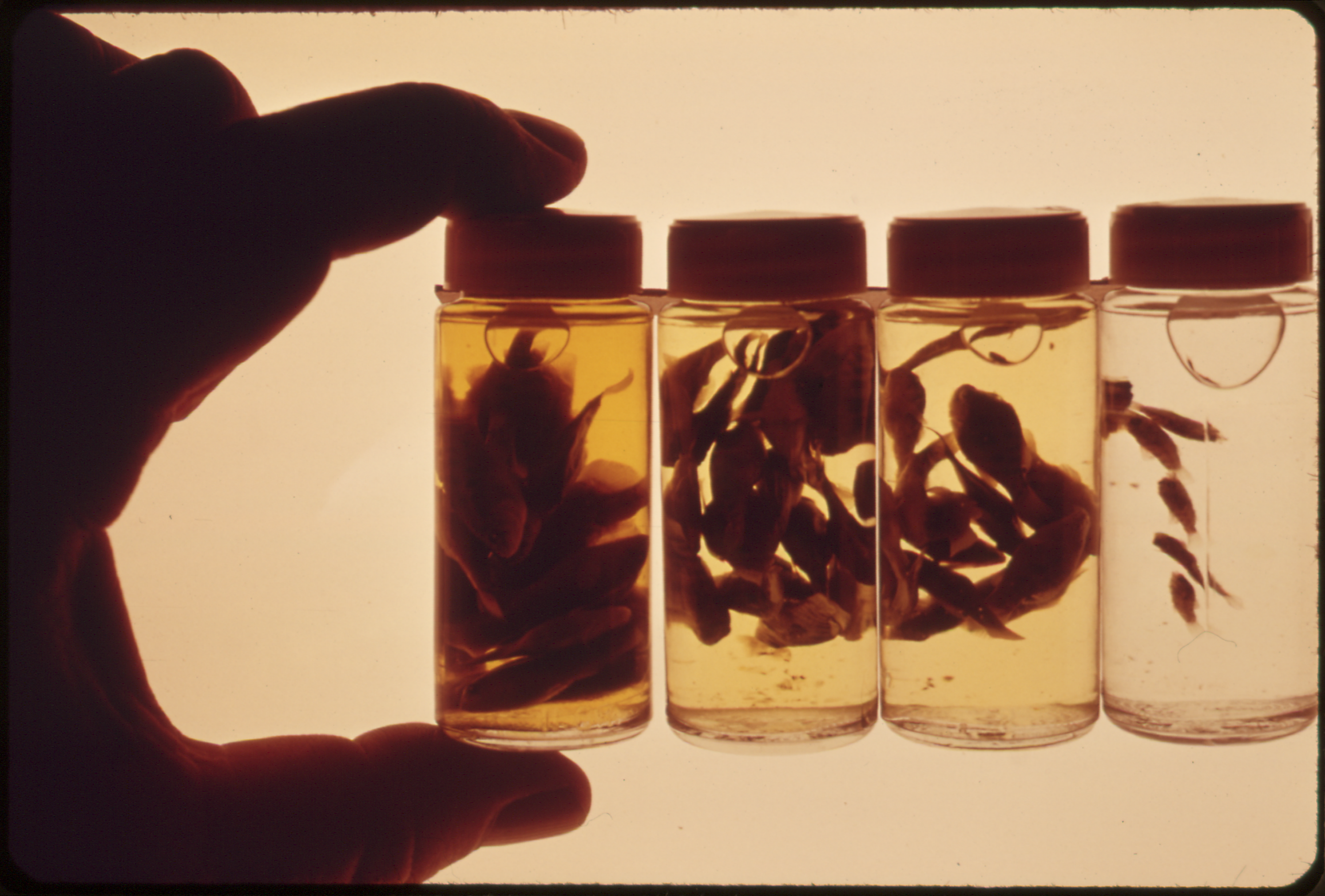
4 lots de alevins de Jordanella ont été élevés un mois, dans une eau normale pour le premier lot, et dans une eau contenant des traces de mercure (avec respectivement 0,6 1.26 et 2.5 ppM (parties par milliards / Parts per billion pour les anglophones) de méthylmercure pour les 3 flacons de droite.
Photographie d'archive américaine (1973) du "National water quality laboratory " (USA),

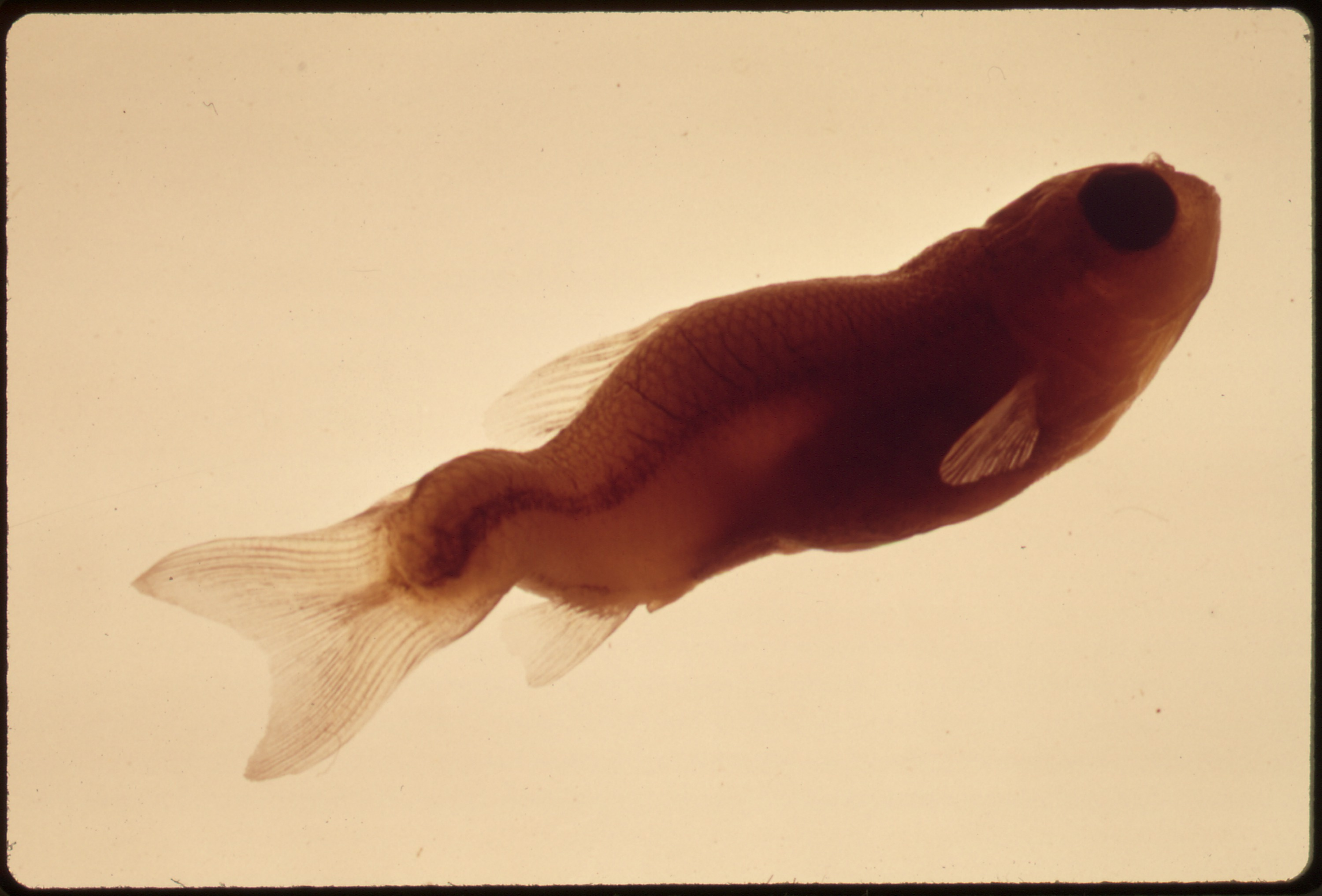
L'un des effets du mercure méthylé (très bioassimilable) sur le développement embryonnaire est une malformation congénitale (ici sur un jeune Jordanella)

Facile à élever, elle est parfois utilisée comme animal de laboratoire notamment pour des études écotoxicologiques ou toxicologiques (voir illustration ci-contre, à titre d'exemple)